# Cameron Sample
Cameron Sample (Snellville, 20 settembre 1999) è un giocatore di football americano statunitense che milita nel ruolo di defensive end per i Cincinnati Bengals della National Football League (NFL).

## Carriera

### Cincinnati Bengals
Sample al college giocò a football alla Tulane University. Fu scelto nel corso del quarto giro (111º assoluto) nel Draft NFL 2021 dai Cincinnati Bengals. Debuttò come professionista nella gara della settimana 1 contro i Minnesota Vikings e due turni dopo mise a segno il suo primo sack contro i Pittsburgh Steelers. La sua stagione da rookie si concluse con 10 tackle e 1,5 sack in 14 presenze, nessuna delle quali come titolare.

## Palmarès
- American Football Conference Championship: 1

Cincinnati Bengals: 2021